# Trichostomum persicum
Trichostomum persicum là một loài rêu trong họ Pottiaceae. Loài này được Jur. & Milde mô tả khoa học đầu tiên năm 1870.